# Triéthylborohydrure de sodium
Le triéthylborohydrure de sodium est un composé chimique de formule NaEt3BH. Il s'agit d'un solide incolore pyrophorique disponible dans le commerce généralement sous forme de solution dans le toluène, à la différence du triéthylborohydrure de lithium LiEt3BH, disponible quant à lui généralement sous forme de solution dans le THF. Il est fréquemment utilisé dans les réactions de réduction en catalyse homogène pour convertir les halogénures de métal en hydrures.
Le triéthylborohydrure de sodium peut être obtenu par réaction entre une suspension d'hydrure de sodium (NaH) dans du toluène chaud et du triéthylborane (Et3B).
Le tétraméthylborohydrure de sodium, dont on pense qu'il a une structure semblable à celle du triéthylborohydrure, adopte une configuration tétramérique dans les solutions de toluène.